# Christiane König

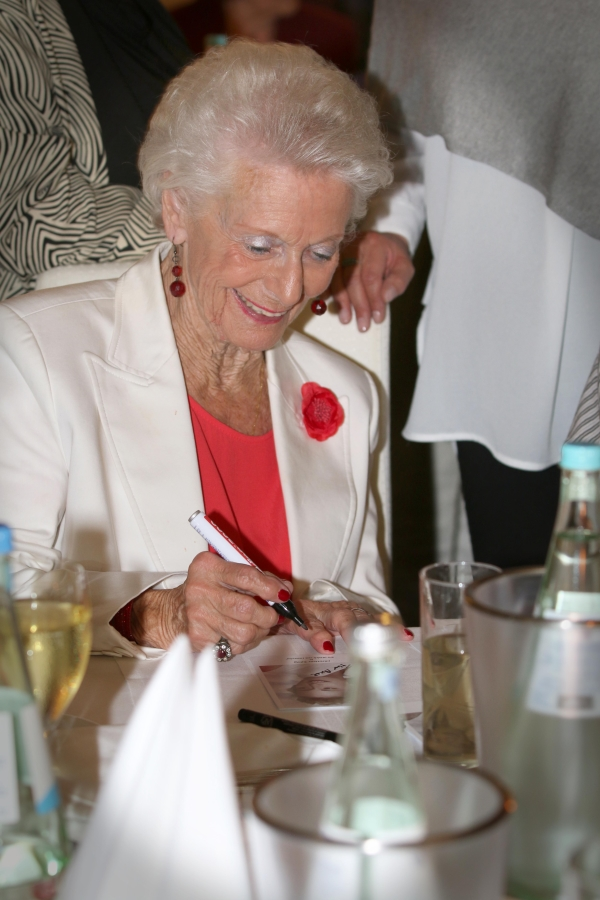
Christiane König beim Jubiläumswochenende – 60 Jahre Immenhof-Filme in Bad Malente, 2015

Christiane König (* 7. Oktober 1932 in Hamburg; † 3. September 2024 in Palma de Mallorca (Spanien); eigentlich Siglinde König, fälschlich auch Sieglinde König) war eine deutsche Schauspielerin und Tänzerin.

## Leben und Karriere
Christiane König kam 1932 als Tochter des Versicherungskaufmanns Ewald König und dessen Ehefrau Louise in Hamburg zur Welt. Im Alter von zwölf Jahren begann sie eine Tanzausbildung bei Lola Rogge. Seit 1952 war sie als Tänzerin am Stadttheater in Aachen und ab 1954 am Theater am Besenbinderhof in Hamburg engagiert. Außerdem war sie am Schauspielhaus Hamburg zu sehen. Dessen damaliger Intendant Gustaf Gründgens riet ihr, Schauspielunterricht zu nehmen, was König zunächst jedoch ablehnte, da sie sich in erster Linie als Tänzerin sah. Als ihr jedoch vom Schauspielhaus ein Schauspiel-Stipendium angeboten wurde, nahm sie dieses an. 1954 gab sie in Männer im gefährlichen Alter ihr Filmdebüt, wo sie eine kleine Rolle als Tänzerin hatte. Noch im selben Jahr folgten größere Parts in dem Revuefilm Tanz in der Sonne und der Märchenverfilmung Der Froschkönig. Zu dieser Zeit trat sie noch unter ihrem Geburtsnamen Siglinde König auf, den sie kurz darauf in Christiane König abänderte.
1955 spielte König in der überaus erfolgreichen Ursula-Bruns-Verfilmung Die Mädels vom Immenhof die ältere Schwester der beiden Hauptdarstellerinnen Heidi Brühl und Angelika Meissner. Sie erhielt einen Dreijahresvertrag und sollte ursprünglich die Hauptrolle in dem Spielfilm Liane, das Mädchen aus dem Urwald übernehmen. In den zwei anschließenden Immenhof-Filmen fand sie keine Berücksichtigung mehr.
1960 war sie noch in dem Drama Das kunstseidene Mädchen und, an der Seite von Peter Alexander, in dem Musikfilm Ich zähle täglich meine Sorgen zu sehen. Daneben trat sie weiterhin am Theater auf. Sie spielte u. a. am Jungen Theater und an der Kleinen Komödie in Hamburg, sowie am Theater am Roßmarkt in Frankfurt am Main.
1963 heiratete König Austin Armbrecht, den sie einige Jahre zuvor im Urlaub kennengelernt hatte. Sie zog zu ihm nach Ibiza, wo Armbrecht ein Hotel betrieb und gab ihre Tanz- und Schauspielkarriere auf. Aus der Ehe, die bis zu Armbrechts Tod bestand, ging Tochter Lilian hervor. Christiane König widmete sich in der Folgezeit vor allem der Vermietung von Ferien-Apartments.
Nach dem Tod ihres Mannes verkaufte sie das Anwesen und zog 1993 nach Mallorca. Dort lebte sie bis zu ihrem Tod im Jahr 2024 in dem kleinen Urlaubsort Portals Nous unter dem Namen Christiane Armbrecht.
Erst 2016 kehrte König vor die Filmkameras zurück, um in dem von Florian Gottschick inszenierten Kurzfilm Martha, der auf Mallorca entstand, die Rolle der Großmutter zu übernehmen. 2020 veröffentlichte sie ihre Autobiographie unter dem Titel Ich wollte immer nur tanzen: Das letzte Mädel vom Immenhof.

## Filmografie
- 1954: Männer im gefährlichen Alter
- 1954: Tanz in der Sonne
- 1954: Der Froschkönig
- 1955: Musik, Musik und nur Musik[7]
- 1955: Die Mädels vom Immenhof
- 1956: Mädchen mit schwachem Gedächtnis
- 1958: Alle Sünden dieser Erde
- 1960: Das kunstseidene Mädchen
- 1960: Ich zähle täglich meine Sorgen
- 1961: Am Abend ins Odeon (Fernsehserie)
- 2016: Martha (Kurzfilm)

## Bühnenauftritte
- 1955: Der kleine Napoleon, Kleine Komödie, Hamburg
- 1958: Ein Engel namens Schmidt, Kleine Komödie, Hamburg
- 1958: Bezauberndes Fräulein, Kleine Komödie, Hamburg
- 1959: No, No, Nanette, Kleine Komödie, Hamburg